# Wu-Tang: An American Saga
Wu-Tang: An American Saga é uma série de televisão via streaming de drama americana, criada por RZA e Alex Tse, que estreou em 4 de setembro de 2019 no Hulu. O programa retrata um relato ficcional da formação do Wu-Tang Clan. Em janeiro de 2020, a série foi renovada para uma segunda temporada que estreou em 8 de setembro de 2021. Em novembro de 2021, a série foi renovada para uma terceira e última temporada.

## Premissa
Wu-Tang: An American Saga se passa na cidade de Nova York durante o auge da epidemia de crack no início dos anos 90. Segue a formação do Wu-Tang Clan, uma visão de Bobby Diggs vulgo The RZA (Sanders), e surge em meio aos perigos e excessos que vieram com a epidemia. Buscando sua própria saída, Diggs se volta para o rap para abrir caminho para a fama, indo contra seu irmão mais velho, Divine (Martinez), que favoreceu o tráfico de drogas como meio de dar uma vida melhor à família. A história retrata como tudo se encaixou para o clã enquanto Diggs une uma dúzia de jovens negros que estão divididos entre a música e o crime. O grupo luta contra as forças que os detêm e isso inclui seu próprio impulso ocasional de desistir da luta.

## Elenco

### Principal
- Ashton Sanders como Bobby Diggs/RZA
- Shameik Moore como Corey Woods/Sha Raider/Raekwon
- Siddiq Saunderson como Dennis Coles/D-Lover/Ghostface Killah
- Julian Elijah Martinez como Mitchell "Divine" Diggs
- Marcus Callender como Oliver "Power" Grant
- Erika Alexander como Linda Diggs
- Zolee Griggs como Shurrie Diggs
- David "Dave East" Brewster como Clifford Smith/Shotgun/Method Man
- TJ Atoms como Russell Jones/Ason Unique/Ol' Dirty Bastard
- Johnell Xavier Young como Gary Grice/The Genius/GZA

### Recorrente
- Joey Bada$$ como Jason Hunter/Rebel/Inspectah Deck (1ª temporada)
- Uyoata Udi como Jason Hunter/Rebel/Inspectah Deck (2ª temporada)[8]
- Moise Morancy como Treach
- Caleb Castille como Darryl "Chino" Hill/Cappadonna
- Trayce Malachi como Jovem Bobby Diggs
- Jaidon Walls como Jovem Divine Diggs
- Vincent Pastore como Fat Larry
- Anthony Chisholm como Velho Jogador de Xadrez
- Jorge Lendeborg Jr. como Jah Son
- Ebony Obsidian como Nia
- Stephen McKinley Henderson como Tio Hollis
- Natalie Carter como Miss Gloria
- Robert Crayton como Attila
- Bokeem Woodbine como Jerome
- Jamie Hector como Andre D Andre
- Justus David-Graham como Randy Diggs
- Samuel McKoy-Johnson como Darius Coles
- Amyrh Harris como Darren Coles
- Jake Hoffman como Steve Rifkind
- JaQwan J. Kelly como Jamel Irief/Masta Killa
- Martin Fisher como Head Janitor
- La La Anthony como Tracy Waples (2ª temporada)[9]
- Damani Sease como Lamont Jody Hawkins/Golden Arms/U-God (2ª temporada)

## Episódios
| Temporada | Temporada | Episódios | Episódios | Originalmente lançado | Originalmente lançado |
| Temporada | Temporada | Episódios | Episódios | Estreia da temporada  | Final da temporada    |
| --------- | --------- | --------- | --------- | --------------------- | --------------------- |
|           | 1         | 10        | 10        | 4 de setembro de 2019 | 23 de outubro de 2019 |
|           | 2         | 10        | 10        | 8 de setembro de 2021 | 27 de outubro de 2021 |

### 1ª temporada
| N.º na série | N.º na temp. | Título | Dirigido por     | Escrito por        | Exibição original      |
| ------------ | ------------ | ------ | ---------------- | ------------------ | ---------------------- |
| 1            | 1            | ASA    | Chris Robinson   | The RZA & Alex Tse | 4 de setembro de 2019  |
| 2            | 2            | ASA    | Norberto Barba   | The RZA & Alex Tse | 4 de setembro de 2019  |
| 3            | 3            | ASA    | Darren Grant     | The RZA & Alex Tse | 4 de setembro de 2019  |
| 4            | 4            | ASA    | Tara Nicole Weyr | Rodney Barnes      | 11 de setembro de 2019 |
| 5            | 5            | ASA    | Jet Wilkinson    | Ryan O'Nan         | 18 de setembro de 2019 |
| 6            | 6            | ASA    | Craig Zisk       | Zina Camblin       | 25 de setembro de 2019 |
| 7            | 7            | ASA    | Malcolm D. Lee   | Chelsey Lora       | 2 de outubro de 2019   |
| 8            | 8            | ASA    | Tara Nicole Weyr | Gabe Fonseca       | 9 de outubro de 2019   |
| 9            | 9            | ASA    | Craig Zisk       | Zak Schwartz       | 16 de outubro de 2019  |
| 10           | 10           | ASA    | Colin Bucksey    | Emily Shesh        | 23 de outubro de 2019  |

### Season 2 (2021)
| N.º na série | N.º na temp. | Título | Dirigido por      | Escrito por        | Exibição original      |
| ------------ | ------------ | ------ | ----------------- | ------------------ | ---------------------- |
| 11           | 1            | ASA    | Mario Van Peebles | The RZA & Alex Tse | 8 de setembro de 2021  |
| 12           | 2            | ASA    | Craig Zisk        | Emily Shesh        | 8 de setembro de 2021  |
| 13           | 3            | ASA    | Matthew Ross      | Ryan O’Nan         | 8 de setembro de 2021  |
| 14           | 4            | ASA    | Craig Zisk        | Zina Camblin       | 15 de setembro de 2021 |
| 15           | 5            | ASA    | Dinh Thai         | Zak Schwartz       | 22 de setembro de 2021 |
| 16           | 6            | ASA    | Mario Van Peebles | Lakshmi Sundaram   | 29 de setembro de 2021 |
| 17           | 7            | ASA    | Nijla Mu’min      | Gabe Fonseca       | 6 de outubro de 2021   |
| 18           | 8            | ASA    | Rachel Raimist    | Earl Davis         | 13 de outubro de 2021  |
| 19           | 9            | ASA    | Dinh Thai         | Solange Morales    | 20 de outubro de 2021  |
| 20           | 10           | ASA    | Mario Van Peebles | Michael C. Martin  | 27 de outubro de 2021  |

## Produção

### Desenvolvimento
Em 11 de outubro de 2018, foi anunciado que o Hulu havia dado à produção um pedido de série composto por dez episódios. A série foi criada por RZA e Alex Tse, que deveriam escrever para a série e produzir executivos ao lado de Brian Grazer, Merrin Dungey e Method Man. Os produtores de consultoria foram definidos para consistir de Ghostface Killah, Inspectah Deck, Masta Killa e GZA, bem como a propriedade de Ol' Dirty Bastard. As empresas de produção estavam programadas para incluir a Imagine Television. Em 17 de janeiro de 2020, a série foi renovada para uma segunda temporada que estreou em 8 de setembro de 2021, com lançamento de três episódios. Em 4 de novembro de 2021, o Hulu renovou a série para uma terceira e última temporada.

### Filmagens
A fotografia principal da série começou em fevereiro de 2019 na cidade de Nova York, Nova York.

## Lançamento
A série estreou nos Estados Unidos através do Hulu em 4 de setembro de 2019. Na América Latina, a série foi lançada como uma série original pelo Star+ em 20 de abril de 2022.